# إيبس ستايلز
إيبس ستايلز هي علامة تجارية للفنادق الاقتصادية تركز على الإقامات الأنيقة وتملكها أكور. تم إنشاء العلامة التجارية في عام 1980 في أستراليا باسم "All Seasons" (كل الفصول)، وقد استحوذت عليها أكور في عام 1999 وأعادت تسميتها باسم إيبس ستايلز في عام 2011. تدير إيبس ستايلز 476 فندقًا في 45 دولة (2018).

## التاريخ

### 1980: كل الفصول
تم إنشاء سلسلة الفنادق كل الفصول في أستراليا عام 1980. بحلول عام 1999، قامت بتشغيل 27 فندقًا عندما استحوذت عليها مجموعة الفنادق الفرنسية أكور . 
في عام 2007 ، أعادت أكور إطلاق كل الفصول في فرنسا،  مما جعلها علامة تجارية اقتصادية غير موحدة تركز على التصميمات الأنيقة. تم تقديم شعار الوسادة.  في عام 2010، وصلت شبكة فنادق كل الفصول إلى 100 موقع. 

### 2011: إيبس ستايلز
في سبتمبر 2011، أعادت أكور تسمية كل الفصول إلى إيبس ستايلز، و Etap Hôtel إلى Ibis Budget، مما حوّل إيبس إلى مجموعة اقتصادية ضخمة للمجموعة. تم طرح "Sweet Bed" (السرير الحلو) في جميع أنحاء العلامات التجارية لإيبس، وهو أول سرير مصمم بالكامل من قبل مجموعة فنادق. تم تحديث المراتب والوسائد والوصول الرقمي. تم تحويل اللوبي إلى مساحة معيشة. بعد عملية إعادة الهيكلة هذه، أصبحت شركة إيبس ميجانش مشغل الفنادق الرائد في أوروبا في عام 2013 مع 1,277 فندقًا.  تم تركيب أول لافتات من طراز إيبس ستايلز في ديسمبر 2012. 
من عام 2011 إلى عام 2014، زاد عدد فنادق إيبس ستايلز بنسبة 65٪ لتصل إلى 250 موقعًا في 21 دولة. في عام 2016، أعلنت شركة أكور عن إطلاق إيبس ستايلز في الولايات المتحدة ، بالقرب من مطار لاغوارديا في نيويورك،  في مطار لندن هيثرو، وفي الهند.  في إفريقيا، أصبح فندق إيبس ستايلز سلسلة الفنادق الأكثر افتتاحًات مخطط لها. 
في عام 2018 ، افتتح إيبس ستايلز أول فندق مخصص بالكامل للكاريكاتير الأوروبيين في جنيف.  في عام 2019 ، قدمت إيبس ستايلز Lit'maginaire (Bed'maginary) ، وهو تطبيق واقع معزز متصل بوسادة ومحاكاة رحلة إلى الفضاء.  في يناير 2020 ، تم إطلاق إيبس ستايلز في الفلبين. 

## الوصف
إيبس ستايلز هي علامة تجارية للفنادق الاقتصادية تركز على الإقامات الأنيقة وتملكها أكور.  يعكس كل فندق روح موقعه. تدير إيبس ستايلز 476 فندقًا في 45 دولة (2018).
فندق إيبس ستايلز هو جزء من عائلة إيبس، والتي تشمل أيضًا العلامات التجارية إيبس (أو "Ibis Red") و Ibis Budget.

## التطوير
| عام  | الفنادق | غرف   |
| ---- | ------- | ----- |
| 2018 | 476     | 48842 |
| 2017 | 422     | 43213 |
| 2016 | 367     | 36144 |
| 2015 | 310     | 29274 |
| 2014 | 277     | 25100 |
| 2013 | 233     | 21156 |
| 2012 | 192     | 16538 |
| 2011 | 149     | 13110 |

## الجوائز
- 2015: جائزة أفضل حملة تسويقية في جوائز الضيافة العالمية [19]